# ليفين كيبنيس
ليفين كيبنيس (بالعبرية: לֶוִין קִיפְּנִיס‏) (1 أغسطس 1894 - 20 يونيو 1990) كاتب وشاعر إسرائيلي، اشتهر بكتاباته للأطفال باللغتين العبرية واليديشية. 
حصل على جائزة إسرائيل في أدب الأطفال عام 1978 

## حياته
ولد كيبنيس في أوشومير (في الإمبراطورية الروسية وحاليا في أوكرانيا). أرسله والده للدراسة في مدرسة دينية يهودية، لكن لم تعجبه بسبب الانضباط الصارم. وأظهر شغفًا بالفنون منذ صغره وبالرسم والنحت على الخشب.
قرر أن يصبح كاتبًا وهو في الثالثة عشرة من عمره، بعد أن قرأ مجلة الأطفال العبرية «هابراخيم» (الزهور). كان يكتب في العلية في المنزل، وصنع مجلته الخاصة به، ثم قدم لاحقًا إحدى قصصه «الطفل المريض» إلى مجلة الأطفال. نُشرت القصة عام 1910.
وأكمل تعليمه في جيتومير ووارسو، ثم عاد إلى مسقط رأسه، وأنشأ مكتبة عبرية وكتب وأخرج المسرحيات.
وفي عام 1913، هاجر إلى فلسطين العثمانية وتابع تعليمه الفني في أكاديمية بتسلئيل للفنون والتصميم. وقرر كتابة الأغاني للأطفال في مرحلة ما قبل المدرسة، عندما لم يجد محتوى كافيا في هذا المجال.
مع اندلاع الحرب العالمية الأولى، أنشأ كيبنيس دار نشر «المكتبة الصغيرة للأطفال» في يافا، بينما كان يقوم في الوقت نفسه بأعمال السخرة الزراعية للجيش العثماني. بعد الحرب عاد إلى القدس بدعوة من أكاديمية بتسلئيل لكتابة وتحرير محتوى للأطفال في سن ما قبل المدرسة ونشر مجموعات قصصية وأغانٍ للأطفال بالإضافة إلى أول مجلة لمعلمي الحضانة «غانيو» («حديقتنا» أو «روضة أطفالنا»).

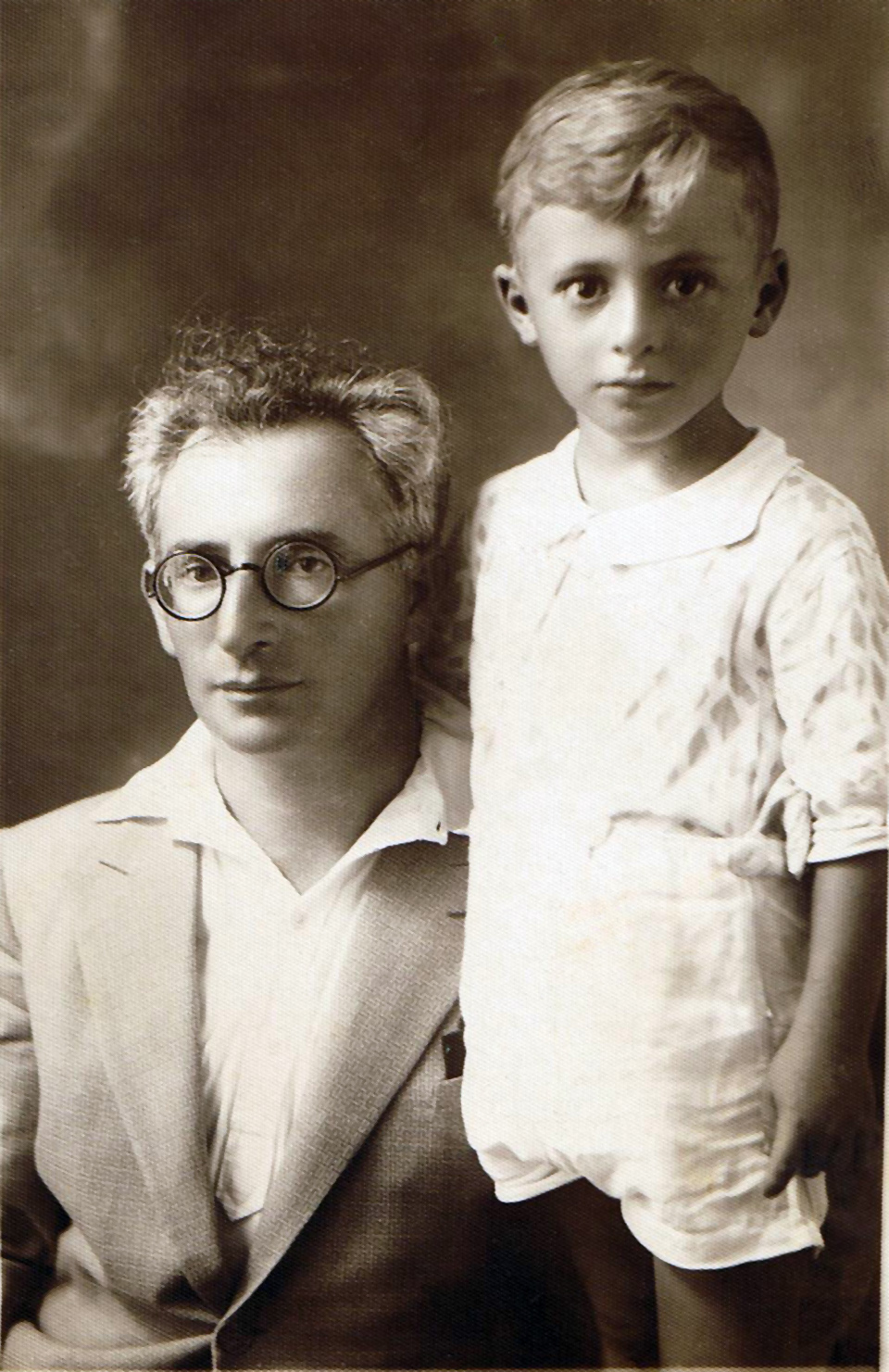
ليفين كيبنيس وابنه شاي (1930-1935)

في عام 1921، أدار دار أيتام في صفد. في عام 1922، سافر إلى برلين بألمانيا لعمل دراسات متقدمة في الفن والحرف اليدوية. هناك نشر ثلاثة كتب باللغة الألمانية. عاد في عام 1923 وبدأ التدريس في كلية ليفنسكي للمعلمين في تل أبيب.
في عام 1928، كتب مسرحيات وشارك بنشاط في تأسيس مسرح للأطفال عُرف فيما بعد باسم «تياترون هاغانانوت» (المسرح المعلم لما قبل المدرسة)، حيث شارك فيه بعض الفنانين العبريين المعروفين مثل براخا زافيرا وسارة ليفي تاناي.
في عام 1956، تقاعد من وظيفته كمعلم وكرس وقته للكتابة.
تتميز كتابات كيبنيس بأسلوب بسيط ومبهج، خالٍ من الانفعالات، لكنه غني وجمالي. وتضم مجموعاته باللغة العبرية حوالي 800 قصة و 600 قصيدة. وكتب أيضًا أغانٍ باللغة العبرية، منها أغنية «شانا طوفا». كما ألف كتب أطفال باللغة اليديشية ونشر مجموعة منها عام 1961. وتُرجم عمله إلى الإنجليزية والفرنسية والألمانية والروسية والعربية واليديشية. وامتدت مدة عمله ككاتب لمدة 80 عامًا، من عام 1910 إلى عام 1990.
توفي كيبنيس عام 1990 في تل أبيب.
أرشيف أعماله موجود في مركز ليفين كيبنيس لأدب الأطفال في كلية ليفينسكي للمعلمين. ويمنح المركز جائزة نصف سنوية تحمل اسم كيبنيس لمشروع بحث متميز حول أدب الأطفال. في عام 2020، تم العثور على قصيدة كتبها كيبنيس عندما كان شابًا في عام 1905، في أرشيف بوريس شاتز في مركز معلومات الفن الإسرائيلي.

## جوائز وتكريمات

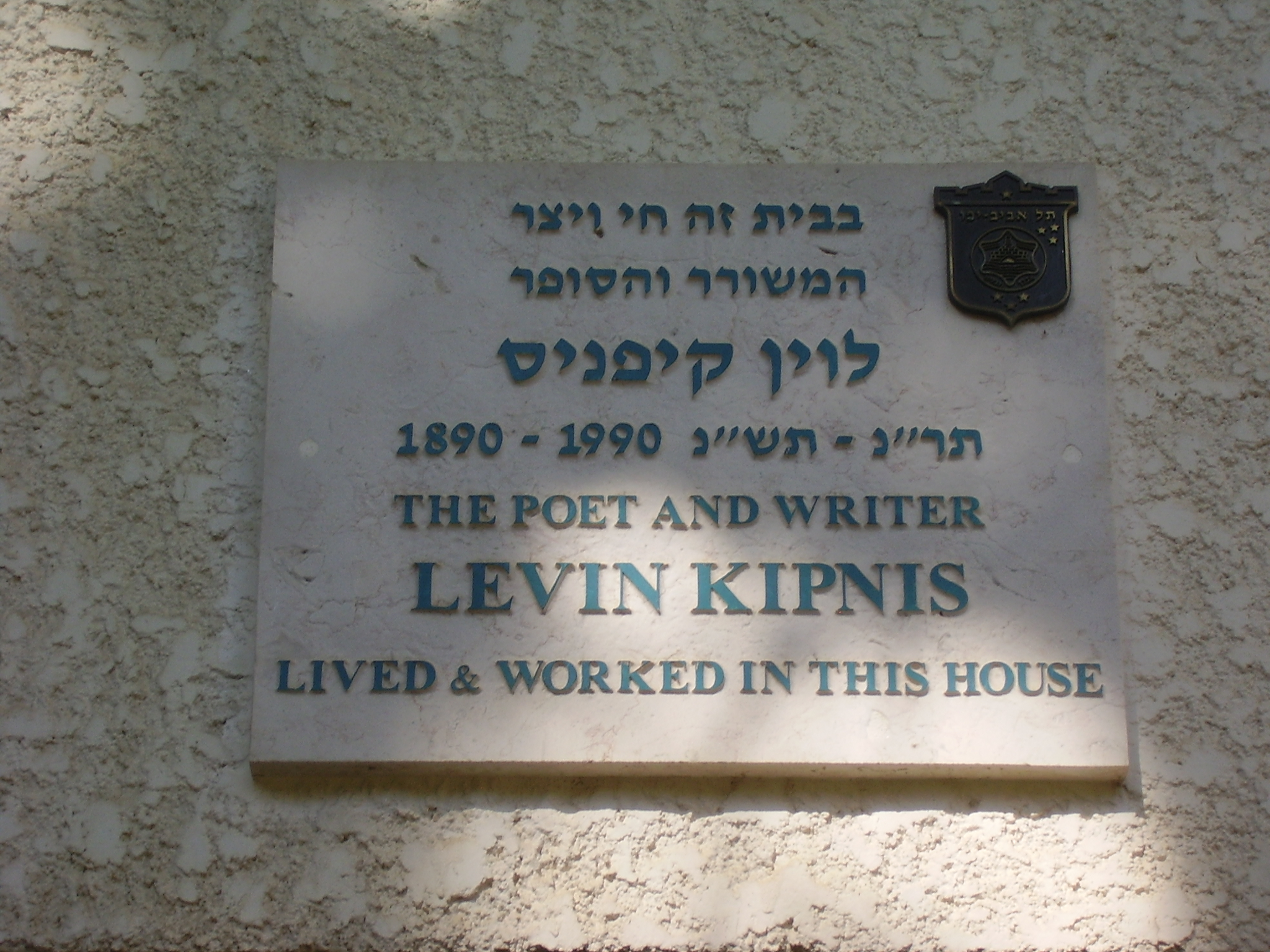
لوحة تذكارية لذكرى ليفين كيبنيس في تل أبيب

- في عام 1962، حصل كيبنيس على جائزة ياتسيف لأدب الأطفال.
- في عام 1976 نال جائزة لمدان لأدب الأطفال.
- في عام 1978 نال جائزة إسرائيل لأدب الأطفال.[10]

سمي شارع على اسمه في بئر السبع.